# Función de Green
En matemáticas, una función de Green es una función matemática usada como núcleo de un operador lineal integral y usada en la resolución de ecuaciones diferenciales no homogéneas con condiciones de contorno especificadas. La función de Green recibe ese nombre por el matemático británico George Green, que desarrolló el concepto hacia 1830.
El término también aparece en física, particularmente en teoría cuántica de campos, para referirse a varios tipos de funciones de correlación y operadores integrales para ciertas magnitudes calculables a partir del operador de campo.

## Motivación intuitiva
El término función de Green se usa para designar a un operador lineal K que tiene forma de integral, siendo el núcleo de este operador integral la función de Green propiamente dicha. Para explicar qué es la función de Green consideremos un operador diferencial lineal L que actúa sobre cierto espacio de funciones definidas sobre una variedad diferenciable M, y pongamos que pretendemos resolver la ecuación diferencial:

(1){\displaystyle L[u(x)]=f(x)\qquad x\in \Omega \subset M}

La idea del método basado en la función de Green es encontrar una función de dos variables G(x, s) continua y diferenciable en el sentido de la teoría de distribuciones que cumpla:

(2){\displaystyle L[G(x,s)]=\delta (x-s)\,}

Donde {\displaystyle \delta ()} es la distribución delta de Dirac. Si se puede hallar una función G que cumpla la ecuación (2) entonces la solución de la ecuación (1) sea cual sea la función f puede escribirse en la forma:

(3){\displaystyle u(x)=K[f(x)]:=\int G(x,s)f(s)\quad ds}

Puede verse informalmente que la solución así calculada es solución de la ecuación (1) ya que:

{\displaystyle L[u(x)]=\int L[G(x,s)]f(s)ds=\int \delta (x-s)f(s)ds=f(x)}

Por tanto, tenemos la siguiente relación entre el operador integral dado por la función de Green y el operador diferencial asociado a la ecuación diferencial:

{\displaystyle L\circ K=K\circ L=Id\qquad \Rightarrow \qquad L^{-1}=K}

Conviene añadir algunas precisiones al planteamiento informal que hemos presentado:
1. Si el núcleo de L no es trivial, entonces la función de Green no es única, aunque en la práctica una combinación de las simetrías del problema, las condiciones de contorno y otros criterios prácticos externos nos proporcionan una única función de Green.
2. La función de Green G usualmente no es una Función matemática ordinaria sino que puede ser una distribución o función generalizada.
3. No cualquier operador diferencial lineal L admite función de Green. En el caso más general K es sólo un inverso por la derecha de L.

Las funciones de Green son muy útiles en teoría de la materia condensada donde permiten resolver la ecuación de difusión y también en mecánica cuántica donde la función de Green del hamiltoniano es un concepto clave, para el desarrollo de la teoría cuántica de campos.

## Definición formal
Para definir la función de Green que hace de núcleo integral del operador que resuelve cierta ecuación diferencial inhomogénea es necesario introducir algunos conceptos. Empezando con un operador diferencial de Sturm-Liouville {\displaystyle \scriptstyle L}  de la forma:

{\displaystyle L={d \over dx}{d \over dx}\left[p(x)\right]+q(x)}

Y expresando mediante operador D las condiciones de frontera de Dirichlet:

{\displaystyle Du=\left\{{\begin{matrix}\alpha _{1}u'(0)+\beta _{1}u(0)\\\alpha _{2}u'(l)+\beta _{2}u(l).\end{matrix}}\right.}

Sea {\displaystyle \scriptstyle f(x)} una función continua en {\displaystyle [0,l]}, con la cual planteamos el siguiente problema:

{\displaystyle {\begin{matrix}Lu=f\\Du=0\end{matrix}}}

Este es un problema regular, lo cual significa, que para la ecuación homogénea la única solución existente es la solución trivial.
Teorema Solamente existe una solución u (x) que satisface

{\displaystyle {\begin{matrix}Lu=f\\Du=0\end{matrix}}}

Dicha solución viene además dada por la siguiente expresión:

{\displaystyle u(x)=\int _{0}^{\ell }f(s)G(x,s)\,ds}

En la cual G (x, s) es la función de Green que satisface las siguientes condiciones:
1. G (x, s) es continua en x y s.
2. Para {\displaystyle x\neq s}, {\displaystyle LG(x,s)=0\,}.
3. Para {\displaystyle s\neq 0,l}, {\displaystyle DG(x,s)=0\,}.
4. Salto en la derivada: {\displaystyle G'(s_{+0},s)-G'(s_{-0},s)=1/p(s).\,}
5. La condición de simetría, {\displaystyle G(x,s)=G(s,x)} se da si el peso asociado al producto escalar es 1.

## Ejemplos

### Ejemplo introductorio
Dado el problema

{\displaystyle {\begin{cases}{\cfrac {d}{dx}}\left[{\cfrac {d}{dx}}u(x)\right]+u(x)=f(x)\\u(0)=0,\quad \quad u\left({\frac {\pi }{2}}\right)=0\end{cases}}}

Donde la última línea representa las condiciones de contorno o frontera. Para encontrar la función de Green del problema anterior se siguen los siguientes pasos:
- Primer paso. La función de Green para el operador lineal es definida como la solución para

{\displaystyle g''+g=\delta (x-s).\,}

Si {\displaystyle \scriptstyle x\ \neq \ s\,\!}, entonces, la distribución delta asume un valor nulo y la solución general para el problema es

{\displaystyle g(x,s)=A\cos x+B\sin x.\,}

Para {\displaystyle \scriptstyle x\ <\ s}, la condición de frontera en {\displaystyle \scriptstyle x=0} significa que:

{\displaystyle g(0,s)=c_{1}\cos 0+c_{2}\sin 0=c_{1}\cdot 1+c_{2}\cdot 0=0,\quad c_{1}=0.}

La ecuación para {\displaystyle \scriptstyle g(\pi /2,s)=0} se omite pues {\displaystyle \scriptstyle x\neq \pi /2} si {\displaystyle \scriptstyle x<s} y {\displaystyle \scriptstyle s\neq \pi /2}. Para {\displaystyle \scriptstyle x>s} la condición de frontera en {\displaystyle \scriptstyle x=\pi /2} implica que:

{\displaystyle g\left({\frac {\pi }{2}},s\right)=c_{3}\cdot 0+c_{4}\cdot 1=0,\quad c_{4}=0.}

La ecuación {\displaystyle \quad g(0,s)=0} es omitida por similares razones. Combinando ambos resultados anteriores, obtenemos, finalmente:

{\displaystyle g(x,s)=\left\{{\begin{matrix}c_{2}\sin x,\;\;x<s\\c_{3}\cos x,\;\;s<x\end{matrix}}\right.}

- Segundo paso. A continuación, vamos a encontrar {\displaystyle c_{2}} y {\displaystyle c_{3}}. Debemos asegurar la continuidad de la función de green para el intervalo escogido. Cuando {\displaystyle x=s\,\!} se tiene que:

{\displaystyle c_{2}\sin s=c_{3}\cos s.\,}

También debemos asegurar la discontinuidad de la primera derivada por integración de la ecuación diferencial de {\displaystyle \scriptstyle x=s-\epsilon } a {\displaystyle \scriptstyle x=s+\epsilon } y tomando el límite cuando {\displaystyle \scriptstyle \epsilon } tiende a cero. Por lo cual, derivando la igualdad anterior y garantizando la discontinuidad de esta, tenemos:

{\displaystyle c_{3}\cdot [-\sin s]-c_{2}\cdot \cos s=1\,}

En la cual se iguala a 1 pues {\displaystyle \scriptstyle p(x)}= 1. Resolvemos para las constantes. {\displaystyle \scriptstyle c_{2}} y {\displaystyle \scriptstyle c_{3}} obteniendo:

{\displaystyle c_{2}=-\cos s\quad ;\quad c_{3}=-\sin s}

Entonces, la función de Green es:

{\displaystyle g(x,s)={\begin{cases}-\cos(s)\sin(x)&x<s,\\-\sin(s)\cos(x)&s<x\end{cases}}}

- Solución final, recopilando los resultados anteriores tenemos que la solución final al problema planteado es:

{\displaystyle u(x)=\int _{0}^{\pi /2}f(s)g(x,s)\ ds=-\int _{0}^{x}f(s)\sin s\cos x\ ds-\int _{x}^{\pi /2}f(s)\cos s\sin x\ ds}

Dicha solución existe para cualquier función {\displaystyle \scriptstyle f\in L^{1}([0,\pi /2])} integrable en el intervalo {\displaystyle \scriptstyle [0,\pi /2]}.

### Oscilador armónico amortiguado y forzado
En el caso de un oscilador armónico tenemos la siguiente ecuación diferencial

{\displaystyle mx''(t)+bx'(t)+kx(t)=F(t)\,}

Siendo {\displaystyle \scriptstyle F(t)} la fuerza que provoca la oscilación. Supondremos que la fuerza comienza actuar en t=0 de modo que:

{\displaystyle F(t)={\begin{cases}0&t<0\\f(t)&t\geq 0\end{cases}}}

Asumiendo como condiciones iniciales x(0)=x'(0)=0 la solución de la ecuación de movimiento es:

(*){\displaystyle x(t)=\int _{-\infty }^{\infty }G(t,s)F(s)ds}

con 
{\displaystyle G(t,s)={\begin{cases}{\frac {1}{m\omega _{1}}}e^{-\beta (t-s)}\sin(\omega _{1}(t-s))&t\geq s\\0&t<s\end{cases}}\qquad \qquad \omega _{1}^{2}={\frac {k}{m}}-\beta ^{2}\qquad \beta ={\frac {b}{2m}}}
Eliminando la parte nula de la función de Green resulta:

{\displaystyle x(t)=\int _{0}^{t}{\frac {1}{m\omega _{1}}}e^{-\beta (t-s)}\sin(\omega _{1}(t-s))f(s)ds\qquad \qquad \forall t\geq 0}

La integral (*) se conoce como integral de Duhamel.

### Ecuaciones diferenciales con coeficientes constantes
Una ecuación diferencial lineal con coeficientes constantes  de orden n-ésimo se caracteriza por ser de la forma:

{\displaystyle \sum _{k=0}^{n}a_{k}{\frac {d^{k}x(t)}{dt^{k}}}=F(t)}

Supondremos que F(t) es de la forma:

{\displaystyle F(t)={\begin{cases}0&t<0\\f(t)&t\geq 0\end{cases}}}

La solución que cumple las condiciones de contorno:
{\displaystyle {\frac {d^{n-1}x(t)}{dt^{n-1}}}|_{t=0}={\frac {d^{n-2}x(t)}{dt^{n-2}}}|_{t=0}=\cdot \cdot \cdot ={\frac {dx(t)}{dt}}|_{t=0}=x(0)=0}
viene dada por:

{\displaystyle x(t)=\int _{-\infty }^{\infty }G(t,s)F(s)ds}

con
{\displaystyle G(t,s)={\begin{cases}{\frac {dx_{h}(u)}{du}}|_{t-s}&t\geq s\\0&t<s\end{cases}}}
siendo {\displaystyle x_{h}} la solución particular de la ecuación homogénea que verifica:

{\displaystyle {\begin{cases}\sum _{k=0}^{n}a_{k}{\cfrac {d^{k}x_{h}(t)}{dt^{k}}}=0\\{\cfrac {d^{n-1}x_{h}(t)}{dt^{n-1}}}|_{t=0}={\cfrac {d^{n-2}x_{h}(t)}{dt^{n-2}}}|_{t=0}=\dots ={\cfrac {dx_{h}(t)}{dt}}|_{t=0}=0\\x_{h}(0)=-{\cfrac {1}{a_{0}}}\end{cases}}}

La solución de la ecuación inhomogénea viene dada por tanto:

{\displaystyle x(t)=\int _{0}^{t}{\frac {dx_{h}(u)}{du}}{\bigg |}_{t-s}f(s)ds,\qquad \forall t\geq 0}

## Aplicaciones
El uso principal del formalismo de la función de Green en matemáticas y física es la resolución de ecuaciones diferenciales no homogéneas con condiciones de contorno dadas. En física las funciones de Green además son usadas como propagadores en el cálculo de diagramas de Feynman.

## Cálculo de funciones de Green

### Expansiones de valores propios
Si un operador diferencial lineal L admite un conjunto de “vectores propios” {\displaystyle \Psi _{n}(x)}, es decir, un conjunto de funciones {\displaystyle \Psi _{n}(x)} y escalares {\displaystyle \lambda _{n}} tales que {\displaystyle L\Psi _{n}=\lambda _{n}\Psi _{n})} que formen un conjunto completo,  entonces podemos construir una función de Green a partir de estos vectores propios y valores propios. Por completo, el conjunto de funciones {\displaystyle \Psi _{n}(x)} satisface la siguiente relación de completitud:
{\displaystyle \delta (x-x')=\sum _{n=0}^{\infty }\Psi _{n}(x)\Psi _{n}(x').}
Y puede demostrarse además que:
{\displaystyle G(x,x')=\sum _{n=0}^{\infty }{\frac {\Psi _{n}(x)\Psi _{n}(x')}{\lambda _{n}}}.}
Ahora considerado la actuación en esta ecuación del operador L a cada la tenemos la relación buscada. El estudio general de la función de Green escrito en la forma anterior, y su relación con el espacio de funciones formado por los vectores propios, se conoce como teoría de Fredholm.

## Función de Green para el laplaciano
La función de Green para operadores diferenciales lineales que involucran al laplaciano resulta sencilla gracias a la segunda de las identidades de Green. Para derivar el teorema de Green, se parte del teorema de divergencia (también conocido como ley de Gauss):
{\displaystyle \int _{V}\nabla \cdot {\hat {A}}\ dV=\int _{S}{\hat {A}}\cdot d{\hat {\sigma }}}
Siendo:
{\displaystyle A=\phi \nabla \psi -\psi \nabla \phi }
Ahora claculamos {\displaystyle \nabla \cdot {\hat {A}}} y se aplica la regla de la cadena para el operador {\displaystyle \nabla }:
{\displaystyle \nabla \cdot {\hat {A}}=\nabla \cdot (\phi \nabla \psi -\psi \nabla \phi )=(\nabla \phi )\cdot (\nabla \psi )+\phi \nabla ^{2}\psi -(\nabla \phi )\cdot (\nabla \psi )-\psi \nabla ^{2}\phi =\phi \nabla ^{2}\psi -\psi \nabla ^{2}\phi }
Conectando esto con el teorema de la divergencia, llegamos al teorema de Green:
{\displaystyle \int _{V}\phi \nabla ^{2}\psi -\psi \nabla ^{2}\phi \ dV=\int _{S}\phi \nabla \psi -\psi \nabla \phi \cdot d{\hat {\sigma }}}
Supongamos ahora que nuestro operador diferencial lineal L es el laplaciano, {\displaystyle \nabla ^{2}}, y que tenemos una función de Green G para el laplaciano. La propiedad definitoria de la función de Green todavía se mantiene:
{\displaystyle LG(x,x')=\nabla ^{2}G(x,x')=\delta (x-x')}Let {\displaystyle \psi =G}
Obtenemos:
{\displaystyle \int _{V}\phi (x')\delta (x-x')-G(x,x')\nabla ^{2}\phi (x')\ d^{3}x'=\int _{S}\phi (x')\nabla 'G(x,x')-G(x,x')\nabla '\phi (x')\cdot d{\hat {\sigma }}'}
Usando esta expresión, podemos resolver la ecuación de Laplace {\displaystyle \nabla ^{2}\phi (x)=0} o la ecuación de Poisson {\displaystyle \nabla ^{2}\phi (x)=-4\pi \rho (x)}, sujetas a cualesquiera de las condiciones de contorno de Von Neumann o de Dirichlet. En otras palabras, podemos resolver {\displaystyle \phi (x)} en todas partes dentro de un volumen donde (1) el valor de {\displaystyle \phi (x)} se especifica en la superficie límite del volumen (condiciones de límite de Dirichlet), o (2) la derivada normal de {\displaystyle \phi (x)} se especifica en la superficie delimitadora. Supongamos que estamos interesados en resolver {\displaystyle \phi (x)} dentro de la región. Entonces la integral
{\displaystyle \int \limits _{V}{\phi (x')\delta (x-x')\ d^{3}x'}}
se reduce a simplemente {\displaystyle \phi (x)} debido a la propiedad definitoria de la función delta de Dirac y tenemos:
{\displaystyle \phi (x)=\int _{V}G(x,x')\rho (x')\ d^{3}x'+\int _{S}\phi (x')\nabla 'G(x,x')-G(x,x')\nabla '\phi (x')\cdot d{\hat {\sigma }}'}
Esta forma expresa la propiedad bien conocida de las funciones armónicas, de que si el valor o la derivada normal se conoce en una superficie delimitadora, entonces el valor de la función dentro del volumen se conoce en todas partes.
En electrostática, interpretamos {\displaystyle \phi (x)} como el potencial eléctrico, {\displaystyle \rho (x)} como la densidad de carga eléctrica, y la derivada normal {\displaystyle \nabla \phi (x')\cdot d{\hat {\sigma }}'} como el componente normal del campo eléctrico. Si estamos interesados en resolver un problema de valor con condiciones de Dirichlet, elegimos nuestra función de Green tal que {\displaystyle G(x,x')} desaparece cuando x o x' está en la superficie delimitadora; por el contrario, si estamos interesados en resolver un problema de valor con condiciones de Von Neumann, elegimos nuestra función de Green tal que su derivada normal desaparece en la superficie delimitadora. Por lo tanto, nos queda solo uno de los dos términos en la integral superficial. Sin condiciones de contorno, la función de Green para el laplaciano (Función de Green para la ecuación de Laplace de tres variables) es:
{\displaystyle G({\hat {x}},{\hat {x}}')={\frac {1}{|{\hat {x}}-{\hat {x}}'|}}}
Suponiendo ahora que nuestra superficie límite sale hasta el infinito, y conectando esta expresión para la función de Green, llegamos a la expresión familiar para el potencial eléctrico en términos de densidad de carga eléctrica::{\displaystyle \phi (x)=\int _{V}{\frac {\rho (x')}{|{\hat {x}}-{\hat {x}}'|}}\ d^{3}x'}

## Otros ejemplos
- Sea la variedad diferenciable R y L = d/dx. Entonces, la función unitaria de Heaviside H(x − x0) es una función de Green para L en x0.

- Sea la variedad el cuarto de plano { (x, y) : x, y ≥ 0 } y L sea el Laplaciano. Además, supongamos que una condición de límite de Dirichlet se impone en x = 0 y una condición de límite de Neumann se impone en y = 0. Entonces la función de Green es :{\displaystyle G(x,y,x_{0},y_{0})={\frac {1}{2\pi }}\left[\ln {\sqrt {(x-x_{0})^{2}+(y-y_{0})^{2}}}-\ln {\sqrt {(x+x_{0})^{2}+(y-y_{0})^{2}}}\right]}::{\displaystyle +{\frac {1}{2\pi }}\left[\ln {\sqrt {(x-x_{0})^{2}+(y+y_{0})^{2}}}-\ln {\sqrt {(x+x_{0})^{2}+(y+y_{0})^{2}}}\right].}